# عجور
عجور (به لاتین: 'Ajjur) یک منطقهٔ مسکونی در دولت فلسطین است . عجور ۵۸٫۰۷۴ کیلومتر مربع مساحت و ۳٬۷۳۰ نفر جمعیت دارد.